# David Pawson
 (mai 2020).
Pour les articles homonymes, voir Pawson.
John David Pawson (né le 25 février 1930 à Newcastle upon Tyne et mort le 21 mai 2020) est un pasteur et un théologien chrétien baptiste, écrivain et conférencier évangélique britannique.

## Biographie
Selon son autobiographie, les ancêtres immédiats de David Pawson étaient tous des agriculteurs, prédicateurs méthodistes ou les deux, remontant à John Pawson, un ami et disciple de John Wesley. Son père, Henry Cecil Pawson, membre de la Royal Society of Edinburgh (1897-1978), était responsable du département d’agriculture à l’Université de Durham et vice-président de la conférence méthodiste. Depuis son enfance dans le nord de l'Angleterre, David Pawson voulait devenir agriculteur, mais alors qu'il eut passé sa licence en agriculture à l'université de Durham, il sentit que Dieu l'appelait à exercer un ministère chrétien à temps plein. Il étudia ensuite en théologie à la Wesley House de l'Université de Cambridge et a obtenu un master.

### Ministère
Après ses études, David Pawson devient aumônier dans la Royal Air Force.
Quelque temps après, il devient pasteur au sein d'une église méthodiste, mais fut mis de plus en plus mal à l'aise par la pratique du baptême des enfants. Après avoir comparu devant un comité doctrinal de l'église méthodiste, il choisit de quitter cette confession. 
Peu de temps après, il accepta une invitation à devenir le pasteur de l'église baptiste de Gold Hill dans le Buckinghamshire de 1961 à 1968 .
En 1968, il devient pasteur de l'église baptiste de Guildford (centre de Millmead), qu'il aida à développer. Il acquit une réputation d’enseignant biblique auprès des évangéliques et des charismatiques. À partir de là, ses cassettes d’enseignement - conçues à l’origine pour les membres malades et âgés de l’église - devinrent populaires dans le monde entier. Sous son ministère, l'église baptiste de Millmead devint l'une des plus grandes églises baptistes du Royaume-Uni.
David Pawson quitta le centre de Millmead en 1981 et s’engagea dans un ministère itinérant d’enseignement de la Bible dans le monde entier, principalement par le biais de séminaires à l’attention de responsables d’églises en Asie, en Australie, en Afrique, en Angleterre, en Europe et aux États-Unis. Des millions d'exemplaires de ses enseignements ont été distribués dans plus de 120 pays. Ses aperçus des livres de la Bible ont été publiés et consignés dans Unlocking the Bible (2003).
En 2019, à 89 ans, Pawson prit sa retraite.

## Théologie

### Approche de l’exégèse biblique
Dans Unlocking the Bible, David Pawson présente une étude livre par livre de toute la Bible. Ce travail est fondé sur la conviction que la Bible doit être étudiée, comme elle a été écrite, « un livre à la fois » (en aucun cas un verset, ni même un chapitre isolé), et que chaque livre est mieux compris en découvrant pourquoi et pour qui il a été écrit. Le contenu de cet ouvrage reprend les sermons et exposés donnés par David Pawson devant ses paroisses successives pendant les années 1960 et 1970, retranscrits et mis en forme écrite par Andy Peck. Il couvre près de la moitié de l'Ancien Testament et l'ensemble du Nouveau Testament ligne par ligne. Cette série, qui comprend presque tous les livres des livres du Nouveau Testament et de certains livres de l'Ancien Testament, très largement distribuée, est régulièrement complétée.

### Conversion, baptême de l'Esprit et salut
Dans The Normal Christian Birth [La naissance normale du chrétien], David Pawson développe l'idée qu'une initiation biblique au christianisme devrait aller plus loin que la simple confession des péchés ou « prière du pécheur ». Tout en souscrivant au salut par la foi, il a fait valoir que le modèle biblique de la « naissance » d'une personne dans le royaume de Dieu, ou nouvelle naissance, inclut des aspects fréquemment ignorés ou oubliés. Les quatre étapes principales en sont : se repentir (envers Dieu) ; croire en Jésus, être baptisé d'eau et recevoir le Saint-Esprit. C'est là, selon Pawson, le modèle biblique d'une « naissance chrétienne normale ». Dans ce livre, David Pawson préconise une synthèse des sensibilités « libérale » sur le repentir, « évangélique » sur la foi, « sacramentelle » sur le baptême et « pentecôtiste » sur l'Esprit.
Dans Jesus Baptises in One Saint Spirit, David Pawson discute du Baptême du Saint-Esprit en tant qu'événement distinct des croyances élémentaires de la repentance et du baptême d'eau. Pour lui, un croyant ne reçoit pas automatiquement le Saint-Esprit, et celui-ci peut se manifester en lui avant son baptême dans l'Esprit comme en témoigne l'expérience de dons spirituels charismatiques tels que la prophétie ou les langues. Ce point de vue diffère de l'opinion évangélique selon laquelle l'Esprit est automatiquement reçu lorsqu'une personne croit, et de la vision pentecôtiste selon laquelle recevoir l'Esprit intérieur (lors de la conversion) et recevoir le baptême dans l'Esprit sont deux expériences aux buts différents.
Dans Once Saved, Always Saved? [Sauvé une fois, sauvé pour toujours?], David Pawson utilise les Écritures pour remettre en question la revendication évangélique fréquente selon laquelle une personne qui a cru en Jésus-Christ se retrouvera avec Christ au ciel, quelle que soit sa conviction ou sa croyance suivant sa démarche initiale. Douze ans plus tôt, R. T. Kendall, un autre évangélique, avait résumé cette affirmation dans un livre portant le même titre, sans le point d'interrogation. Pawson souligne la nécessité de persévérer dans la foi et les exhortations répétées des Écritures à le faire.

### Eschatologie
Dans The Road to Hell [Chemin vers l'enfer], David Pawson critique l’annihilationisme, l’enseignement selon lequel le châtiment de l’enfer n’est pas éternel. Il enseigne que les gens qui vont en enfer font l'expérience d'une souffrance éternelle. « Contestant les alternatives modernes de « l'universalisme » libéral et de « l'annihilationnisme » évangélique, David Pawson présente le concept traditionnel de tourments sans fin comme étant profondément biblique ».
Dans When Jesus Return il examine de manière critique à la lumière des Écritures les points de vue majeurs sur l’eschatologie populaires dans l’église aujourd’hui, en particulier les écoles prétéristes, historicistes, futuristes et idéalistes qui interprètent le Livre de l’Apocalypse. Il rejette le post-millénarisme en faveur d'une compréhension prémillénariste du Second Avenement, afin que Jésus revienne corporellement au pouvoir immédiatement avant son règne sur le monde pendant un millénaire à partir de Jérusalem. Il affirme que le rassemblement et la mise à part surnaturel des croyants vivants à ce moment-là (après la période de «tribulation» et de persécution), afin de rejoindre le Christ qui revient, remplit les prophéties relatives à l'enlèvement de l'église; il plaide contre une compréhension de l'enlèvement avant la grande tribulation. Il affirme en outre que le retour des Juifs en Terre sainte est un accomplissement des prophéties bibliques, et que les prophéties concernant Israël concernent spécifiquement Israël (et non l'église), de sorte que les prophéties exceptionnelles sur Israël se réaliseront avant la fin des temps.

### Œcuménisme
Dans Word and Spirit Together: Uniting Charismatics and Evangelicals, David Pawson appelle à la fin de la division entre charismatiques et évangéliques sur la question du baptême spirituel et dons charismatiques. Il soutient que les dons charismatiques sont pour l'église aujourd'hui, mais que leur pratique devrait être construite sur une base scripturaire solide. Il fait donc valoir que les deux groupes devraient apprendre les uns des autres, pour un bénéfice commun.

### Rôle des femmes
Dans Leadership is Male [L'autorité : une affaire d'homme?] David Pawson enseigne que le leadership est un rôle que Dieu attribue aux hommes. Ce faisant, il reproche aux hommes de ne pas assumer de responsabilités dans des aspects importants de la famille et de la vie de l'église. Il soutient que les hommes modernes négligent trop souvent leurs obligations sociales et devraient revenir au modèle biblique de la dignité et responsabilité masculine. La préface de ce livre a été écrite par une femme, Elisabeth Elliot.

### Attitude vis-à-vis de l'islam
Dans The Challenge of Islam to Christians, David Pawson documente la montée rapide actuelle de l'islam en Occident. Il explique ce qu'est l'islam, arguant que son rejet de la divinité de Jésus-Christ signifie que les deux religions ne peuvent pas être réconciliées, et il propose une réponse chrétienne basée sur la purification de l'église. Le livre détaille le pressentiment de Pawson selon lequel la Grande-Bretagne pourrait devenir musulmane. En comparant la situation à celle décrite par le prophète hébreu Habacuc, Pawson laisse entendre que la montée de l'islam pourrait être une sorte de châtiment pour l'immoralité dans laquelle les églises occidentales et la société humaniste laïque sont tombées.

### Attitude vis-à-vis du sionisme
Dans Defending Christian Zionism, David Pawson explique que le retour des juifs en Terre sainte est un accomplissement des prophéties bibliques et que les chrétiens devraient soutenir l'existence de l'État juif (sans toutefois approuver toutes ses actions de façon inconditionnelle) pour des raisons théologiques. Il affirme également que les prophéties concernant Israël concernent spécifiquement Israël (et non l'église, comme dans la « théologie du remplacement »). Cependant, il critique le dispensationalisme, un mouvement largement américain ayant des vues similaires sur Israël. Un autre livre de Pawson, Israel in the New Testament développe encore davantage ce thème du sionisme chrétien.

## Œuvres
Pawson est l’auteur de plus de 75 livres, a produit plus de 300 vidéos d’enseignement et plus de 1 500 enregistrements audio.

### En français
- David Pawson, La Naissance Normale du Chrétien : Pour un bon départ dans la vie avec Dieu, Reading, Anchor Recordings, 2017, 450 p. (ISBN 978-1-911173-13-7)
- David Pawson, Dieu et l'évangile de justice, Reading, Anchor Recordings, 2017, 44 p. (ISBN 978-1-911173-25-0)
- David Pawson, Chemin vers l'enfer, Reading, Anchor Recordings, 2017, 236 p. (ISBN 978-1-911173-14-4)
- David Pawson et Dominique Macabies (trad. de l'anglais), Le christianisme expliqué, Olonzac, L'Oasis éd., 2013, 129 p. (ISBN 978-2-36957-022-6)
- David Pawson et Andrew Wiles, Le baptême d'eau, Nyon, Librairie chrétienne Carrefour, 1993 (ISBN 978-2-940081-09-7)
- David Pawson et Andrew Wiles (trad. de l'anglais), L'autorité : une affaire d'homme? : les limites du féminisme chrétien, Nyon, Librairie chrétienne Carrefour, 1992, 129 p. (ISBN 978-2-36957-022-6)

### En anglais
- (en) David Pawson et Colin O. Buchanan, Infant baptism under cross-examination, vol. 24, Bramcote, UK, Grove Books, coll. « Grove booklets on ministry and worship », 1976 (ISBN 978-0-901710-89-5, OCLC 2875351)
- (en) David Pawson, Truth to tell, Londres, Hodder and Stoughton, coll. « Hodder Christian paperbacks », 1977, 159 p. (ISBN 978-0-340-21291-2, OCLC 14561915)
- (en) David Pawson, Leadership is Male : What does the Bible say?, Anchor Recordings Ltd, 1988, 96 p. (ISBN 978-1-909886-67-4, lire en ligne)
- (en) David Pawson, The Normal Christian Birth, Hodder, 1989, 336 p. (ISBN 978-0-340-48972-7)
- (en) David Pawson, The Road to Hell, Anchor Recordings Ltd, 1992, 258 p. (ISBN 978-1-909886-59-9)
- (en) David Pawson, Understanding Water Baptism, Anchor Recordings Ltd, 1993, 80 p. (ISBN 978-1-911173-24-3)
- (en) David Pawson, Fourth wave : charismatics and evangelicals, are we ready to come together?, Londres, Hodder & Stoughton, 1993, 159 p. (ISBN 978-0-340-58042-4, OCLC 28114208) - later published as Word and spirit together : uniting Charismatics and Evangelicals
- (en) David Pawson, Explaining the Resurrection : The Heart of Christianity, Anchor Recordings Ltd, 1993, 38 p. (ISBN 978-1-911173-30-4)
- (en) David Pawson, Is the blessing Biblical? : thinking through the Toronto phenomenon, Londres, Hodder & Stoughton, 1995, 106 p. (ISBN 978-0-340-66147-5, OCLC 34788723)
- (en) David Pawson, When Jesus Returns, Hodder, 1995 (ISBN 978-0-340-61211-8)
- (en) David Pawson, Once Saved, Always Saved? : A Study in Perseverance and Inheritance, Hodder, 1996, 192 p. (ISBN 978-0-340-61066-4)
- (en) David Pawson, Jesus Baptises in One Holy Spirit : Who? How? When? Why?, Anchor Recordings Ltd, 1997, 253 p. (ISBN 978-1-909886-66-7)
- (en) David Pawson, Unlocking the Bible : A Unique Overview of the Whole Bible, Harper Collins, 2003, 1343 p. (ISBN 978-0-00-716666-4)
- (en) David Pawson, The Challenge of Islam to Christians, Hodder, 2003 (ISBN 978-0-340-86189-9)
- (en) David Pawson, Defending Christian Zionism, Anchor Recordings Ltd, 2008, 121 p. (ISBN 978-1-909886-31-5)
- (en) David Pawson, Living in Hope, Anchor Recordings Ltd, 2008, 66 p. (ISBN 978-1-909886-65-0)
- (en) David Pawson, Israel in the New Testament, Bradford on Avon, UK, Terra Nova, 2009 (ISBN 978-1-901949-64-3, OCLC 352935544)
- (en) David Pawson, Why does God allow Natural Disasters?, Anchor Recordings Ltd, 2009, 96 p. (ISBN 978-1-909886-58-2, lire en ligne)
- (en) David Pawson, Christianity Explained, Anchor Recordings Ltd, 2006, 156 p. (ISBN 978-1-909886-64-3)
- (en) David Pawson, Come with me through Isaiah, Bradford on Avon, UK, Terra Nova, 2010 (ISBN 978-1-901949-68-1, OCLC 670190108)
- (en) David Pawson, Unlocking the Bible : Charts, Diagrams and Images, Anchor Recordings Ltd, 2017 (ISBN 978-1-911173-17-5)
- (en) David Pawson, Not as bad as the truth, Hodder (ISBN 978-0-340-86427-2)
- (en) David Pawson, Angels, Anchor Recordings Ltd, 2015, 44 p. (ISBN 978-1-909886-02-5, lire en ligne)
- (en) David Pawson, ‘By God, I Will’ – The Biblical Covenants, Anchor Recordings Ltd, 2013, 110 p. (ISBN 978-1-909886-21-6, lire en ligne)
- (en) David Pawson, The Character of God, Anchor Recordings Ltd, 2014, 128 p. (ISBN 978-1-909886-34-6)
- (en) David Pawson, Completing Luther’s Reformation, Anchor Recordings Ltd, 2017, 100 p. (ISBN 978-1-911173-26-7)
- (en) David Pawson, The God and the Gospel of Righteousness, Anchor Recordings Ltd, 2014, 66 p. (ISBN 978-1-909886-68-1)
- (en) David Pawson, Is John3 : 16 the Gospel?, Anchor Recordings Ltd, 2014, 98 p. (ISBN 978-1-909886-62-9)
- (en) David Pawson, Jesus : the Seven Wonders of HIStory, Anchor Recordings Ltd (ISBN 978-1-909886-24-7)
- (en) David Pawson, Kingdoms in conflict, Anchor Recordings Ltd, 2015, 106 p. (ISBN 978-1-909886-04-9, lire en ligne)
- (en) David Pawson, Loose Leaves from my Bible : Some Paraphrases, Anchor Recordings Ltd, 2014, 74 p. (ISBN 978-1-909886-55-1)
- (en) David Pawson, The Lord’s Prayer, Anchor Recordings Ltd, 2015, 81 p. (ISBN 978-1-909886-71-1, lire en ligne)
- (en) David Pawson, The Maker’s Instructions, Anchor Recordings Ltd, 2014, 144 p. (ISBN 978-1-909886-30-8)
- (en) David Pawson, Practising the Principles of Prayer, Anchor Recordings Ltd, 2014, 288 p. (ISBN 978-1-909886-63-6)
- (en) David Pawson, A Preacher’s Legacy, Anchor Recordings Ltd, 2017, 98 p. (ISBN 978-1-911173-27-4)
- (en) David Pawson, Remarriage is Adultery Unless…, Anchor Recordings Ltd, 2013, 138 p. (ISBN 978-1-909886-22-3, lire en ligne)
- (en) David Pawson, Simon Peter – the Reed and the Rock, Anchor Recordings Ltd (ISBN 978-1-909886-23-0)
- (en) David Pawson, What the Bible says about the Holy Spirit, Anchor Recordings Ltd (ISBN 978-1-909886-54-4)
- (en) David Pawson, Where is Jesus Now? : And what is He Doing?, Anchor Recordings Ltd, 2019, 76 p. (ISBN 978-1-911173-78-6)
- (en) David Pawson, Where has the Body been for 2000 Years? : Church History for Beginners, Anchor Recordings Ltd, 2014, 276 p. (ISBN 978-1-909886-20-9)
- (en) David Pawson, Understanding the Second Coming, Anchor Recordings Ltd, 2017, 78 p. (ISBN 978-1-911173-23-6)
- (en) David Pawson, Understanding the Resurrection, Anchor Recordings Ltd, 2017, 94 p. (ISBN 978-1-911173-22-9)
- (en) David Pawson, A Commentary on the Gospel of MARK, Anchor Recordings Ltd, 2015, 235 p. (ISBN 978-1-909886-26-1, lire en ligne)
- (en) David Pawson, A Commentary on the Gospel of Luke, Anchor Recordings Ltd, 2017, 528 p. (ISBN 978-1-911173-21-2)
- (en) David Pawson, A Commentary on the Gospel of John, Anchor Recordings Ltd, 2015, 431 p. (ISBN 978-1-909886-27-8, lire en ligne)
- (en) David Pawson, A Commentary on ACTS, Anchor Recordings Ltd, 2014, 330 p. (ISBN 978-1-909886-38-4, lire en ligne)
- (en) David Pawson, A Commentary on ROMANS, Anchor Recordings Ltd, 2015, 236 p. (ISBN 978-1-909886-78-0)
- (en) David Pawson, A Commentary on 1 & 2 CORINTHIANS, Anchor Recordings Ltd, 2016, 460 p. (ISBN 978-1-909886-95-7)
- (en) David Pawson, A Commentary on GALATIANS, Anchor Recordings Ltd, 2014, 318 p. (ISBN 978-1-909886-29-2)
- (en) David Pawson, A Commentary on EPHESIANS, Anchor Recordings Ltd, 2016, 127 p. (ISBN 978-1-909886-98-8, lire en ligne)
- (en) David Pawson, A Commentary on PHILIPPIANS, Anchor Recordings Ltd, 2017, 188 p. (ISBN 978-1-909886-74-2)
- (en) David Pawson, A Commentary on 1 & 2 THESSALONIANS, Anchor Recordings Ltd, 2015, 172 p. (ISBN 978-1-909886-73-5, lire en ligne)
- (en) David Pawson, A Commentary on The Personal Letters : 1 & 2 Timothy, Titus, Philemon, Anchor Recordings Ltd, 2015, 236 p. (ISBN 978-1-909886-70-4)
- (en) David Pawson, A Commentary on HEBREWS, Anchor Recordings Ltd, 2014, 234 p. (ISBN 978-1-909886-33-9)
- (en) David Pawson, A Commentary on JAMES, Anchor Recordings Ltd, 2015, 162 p. (ISBN 978-1-909886-72-8, lire en ligne)
- (en) David Pawson, A Commentary on 1 & 2 PETER, Anchor Recordings Ltd, 2017, 218 p. (ISBN 978-1-909886-79-7)
- (en) David Pawson, A Commentary on the LETTERS OF JOHN : Walking in the Light, Anchor Recordings Ltd, 2015, 136 p. (ISBN 978-1-909886-69-8, lire en ligne)
- (en) David Pawson, A Commentary on JUDE, Anchor Recordings Ltd (ISBN 978-1-909886-28-5)
- (en) David Pawson, A Commentary on the BOOK OF REVELATION, Anchor Recordings Ltd, 2013, 186 p. (ISBN 978-1-909886-25-4, lire en ligne)
- (en) David Pawson, A Commentary on GENESIS 1–25, Anchor Recordings Ltd, 2019, 328 p. (ISBN 978-1-911173-82-3)
- (en) David Pawson, A Commentary on EXODUS, Anchor Recordings Ltd, 2019, 182 p. (ISBN 978-1-911173-85-4)
- (en) David Pawson, A Commentary on DANIEL, Anchor Recordings Ltd, 2016, 232 p. (ISBN 978-1-911173-06-9)
- (en) David Pawson, A Commentary on ZECHARIAH, Anchor Recordings Ltd, 2018, 206 p. (ISBN 978-1-911173-38-0)
- (en) David Pawson, A Commentary on JEREMIAH, Anchor Recordings Ltd, 2018, 496 p. (ISBN 978-1-911173-76-2)
- (en) David Pawson, Come with me through ISAIAH, Anchor Recordings Ltd, 2014, 416 p. (ISBN 978-1-909886-61-2)
- (en) David Pawson, Explaining Building a New Testament Church, Anchor Recordings Ltd, 2018, 70 p. (ISBN 978-1-911173-69-4)
- (en) David Pawson, Explaining the Key Steps to Becoming a Christian – Second Edition, Anchor Recordings Ltd, 2019, 120 p. (ISBN 978-1-911173-87-8)
- (en) David Pawson, Explaining the Amazing Story of Jesus, Anchor Recordings Ltd (ISBN 978-1-911173-29-8)
- (en) David Pawson, Explaining Being Anointed and Filled with the Holy Spirit, Anchor Recordings Ltd, 2018, 48 p. (ISBN 978-1-911173-18-2)
- (en) David Pawson, Explaining De-Greecing the Church : The Impact of Greek Thinking on Christian Beliefs, Anchor Recordings Ltd, 2018, 60 p. (ISBN 978-1-911173-20-5)
- (en) David Pawson, Explaining End Times, Anchor Recordings Ltd (ISBN 978-1-911173-46-5)
- (en) David Pawson, Explaining Eternally Secure?, Anchor Recordings Ltd (ISBN 978-1-911173-19-9)
- (en) David Pawson, Explaining Grace, Anchor Recordings Ltd, 2015, 26 p. (ISBN 978-1-909886-84-1)
- (en) David Pawson, Explaining How to Study a Book of the Bible : Jude, Anchor Recordings Ltd (ISBN 978-1-911173-34-2)
- (en) David Pawson, Explaining New Testament Baptism Anchor Recordings Ltd, 2018, 42 p. (ISBN 978-1-911173-33-5)
- (en) David Pawson, Explaining Studying the Bible, Anchor Recordings Ltd, 2018, 42 p. (ISBN 978-1-911173-31-1)
- (en) David Pawson, Explaining the Trinity, Anchor Recordings Ltd, 2018, 50 p. (ISBN 978-1-911173-07-6)
- (en) David Pawson, Explaining the Truth about Christmas – Revised Edition, Anchor Recordings Ltd, 2019, 38 p. (ISBN 978-1-911173-77-9)
- (en) David Pawson, Explaining Three texts often taken out of context, Anchor Recordings Ltd (ISBN 978-1-909886-85-8)
- (en) David Pawson, Explaining What the Bible says about money, Anchor Recordings Ltd, 2018, 42 p. (ISBN 978-1-911173-35-9)
- (en) David Pawson, Explaining What the Bible says about work, Anchor Recordings Ltd (ISBN 978-1-911173-36-6)
- (en) David Pawson, Introducing Genesis, Anchor Recordings Ltd, 2019, 122 p. (ISBN 978-1-911173-80-9)

### Sources
- (en) « A history of Guildford Baptist Church », sur Guildford Baptist Church, 2012 (consulté le 4 septembre 2019)
- (en) J. David Pawson, Not as Bad as the Truth : Memoirs of an Unorthodox Evangelical, Hodder Headline, 2006 (ISBN 0-340-86427-3)
- (en) H. Cecil Pawson, Hand to the Plough : A Personal Record, Denholm House, 1973 (ISBN 0-85213-066-X)
- (en) Rosemary Mullaly, « Visiting English minister says Australians are ignoring God », The Age,‎ 1985 (lire en ligne)